# Schalensteine von Billième

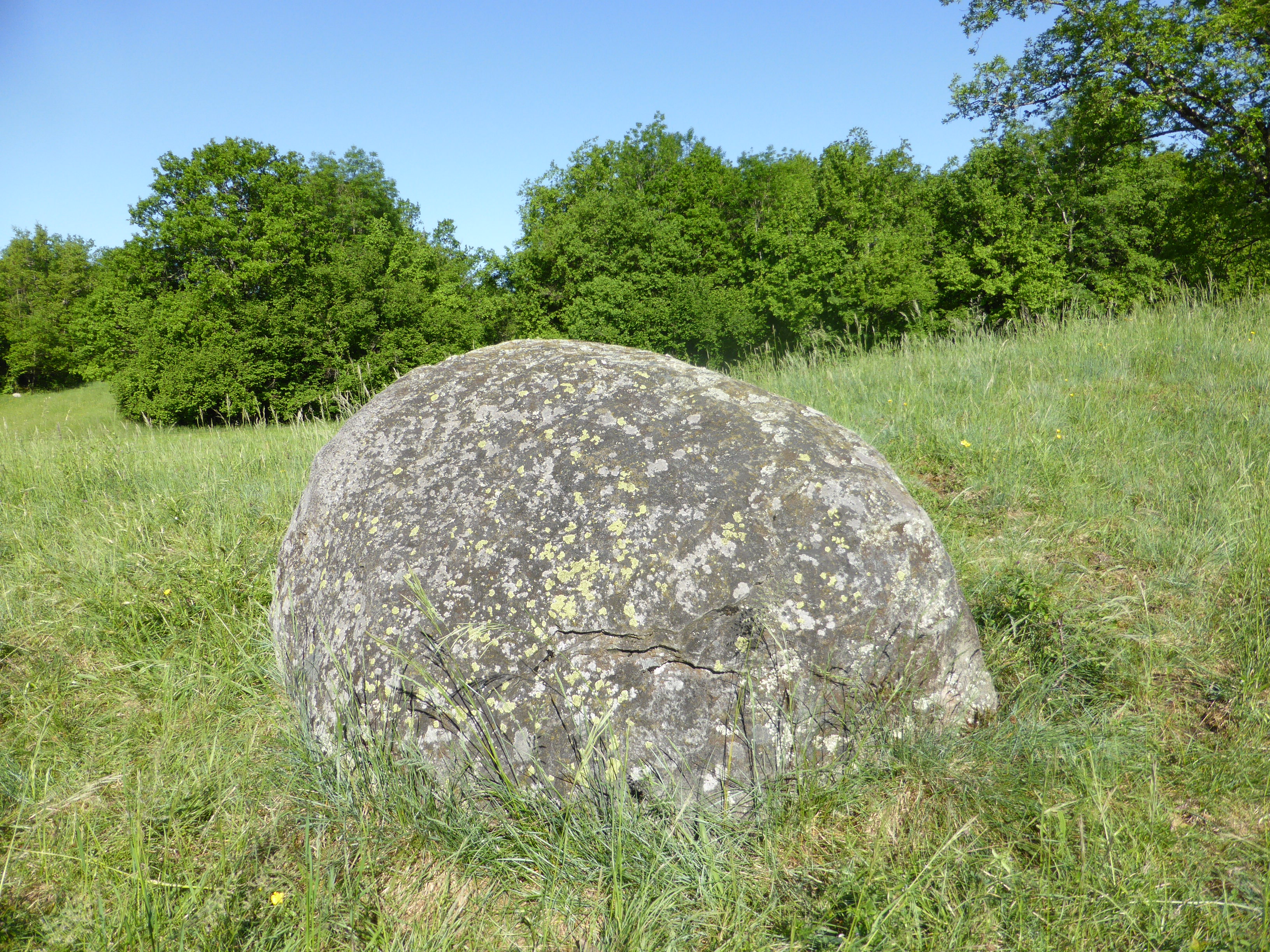
La Guettaz im Ort an der D44

Die Schalensteine von Billième liegen um Billième im Westen des Departement Savoie in Frankreich. Es sind fünf aus Findlingen erstellte Schalensteine (französisch Bloc cupulaire), die allesamt runde oder ovale Schälchen tragen, aus der Bronzezeit stammen sollen und 1939 als Monuments historiques eingestuft wurden. 

Lage der fünf Schalensteine von Billième und der beiden von Jongieux (Follioules)

1. Du Rocher (⊙), südlich des Ortes, zwei Steine mit einer Anzahl Schälchen.
2. La Guettaz (⊙), südöstlich des Ortes, trägt 713 Schälchen. Unter dem Stein fand Joseph Tournier einen geschliffenen Quarzithammer mit meißelförmigen Ende.
3. La Roche (⊙), südwestlich des Ortes, ist gespalten. Der Hauptstein trägt 22, der Abriss neun Schälchen.
4. Lachat (⊙), südlich des Ortes, trägt 63 Schälchen.
5. Santourin (⊙), nordöstlich des Ortes, trägt 373 Schälchen. Bei Ausgrabungen der 1970er Jahre wurden eine Hirtenhütte; Reste einer Schäferei, und endneolithische und bronzezeitliche Funde gemacht.

Ein sechster Standort (Follioules; ⊙) befindet sich knapp nördlich der Gemeindegrenze auf der Gemarkung von Jongieux. Es sind zwei aus Findlingen erstellte Schalensteine. Der eine Stein hat 142 Schälchen, der zweite Stein eingravierte Kreuzzeichen. 
Es gibt in Frankreich etwa 60 Schalensteine. Die dichteste Konzentration liegt mit acht Steinen auf der Île d’Yeu.